# Blow Up Your Video
Blow Up Your Video är ett album av den australiska hårdrockgruppen AC/DC utgivet 1988. Det producerades av Harry Vanda och George Young, som arbetat med gruppen på deras tidiga album. Det var gruppens sista album med trummisen Simon Wright, han ersattes till nästa album av Chris Slade.
Det är ett flertal låtar som spelades in under samma period, men som inte släpptes på skivan, som vissa av dem ursprungligen avsågs. De heter "Snake Eye", "Borrowed Time", "Let It Loose", "Down on the Borderline" och "Alright Tonight".

## Låtlista
Samtliga låtar skrivna av Brian Johnson, Angus Young och Malcolm Young.
1. "Heatseeker" - 3:50
2. "That's the Way I Wanna Rock & Roll" - 3:45
3. "Mean Streak" - 4:08
4. "Go Zone" - 4:26
5. "Kissin' Dynamite" - 3:58
6. "Nick of Time" - 4:16
7. "Some Sin for Nuthin'" - 4:11
8. "Ruff Stuff" - 4:28
9. "Two's Up" - 5:19
10. "This Means War" - 4:32

## Medverkande
- Brian Johnson - Sång
- Angus Young - Sologitarr,
- Malcolm Young - Kompgitarr, bakgrundssång
- Cliff Williams - Elbas, bakgrundssång
- Simon Wright - Trummor